# Itame vnigraria
Itame vnigraria är en fjärilsart som beskrevs av Adrian Hardy Haworth 1809. Itame vnigraria ingår i släktet Itame och familjen mätare. Inga underarter finns listade i Catalogue of Life.